# Эштремош
Эштремо́ш (порт. Estremoz; [(ɨ)ʃtɾɨ.moʃ]) — город в Португалии, центр одноимённого муниципалитета округа Эвора. Численность населения — 8,0 тыс. жителей (город), 15,0 тыс. жителей (муниципалитет). Город и муниципалитет входит в регион Алентежу и субрегион Алентежу-Сентрал. По старому административному делению входил в провинцию Алту-Алентежу.

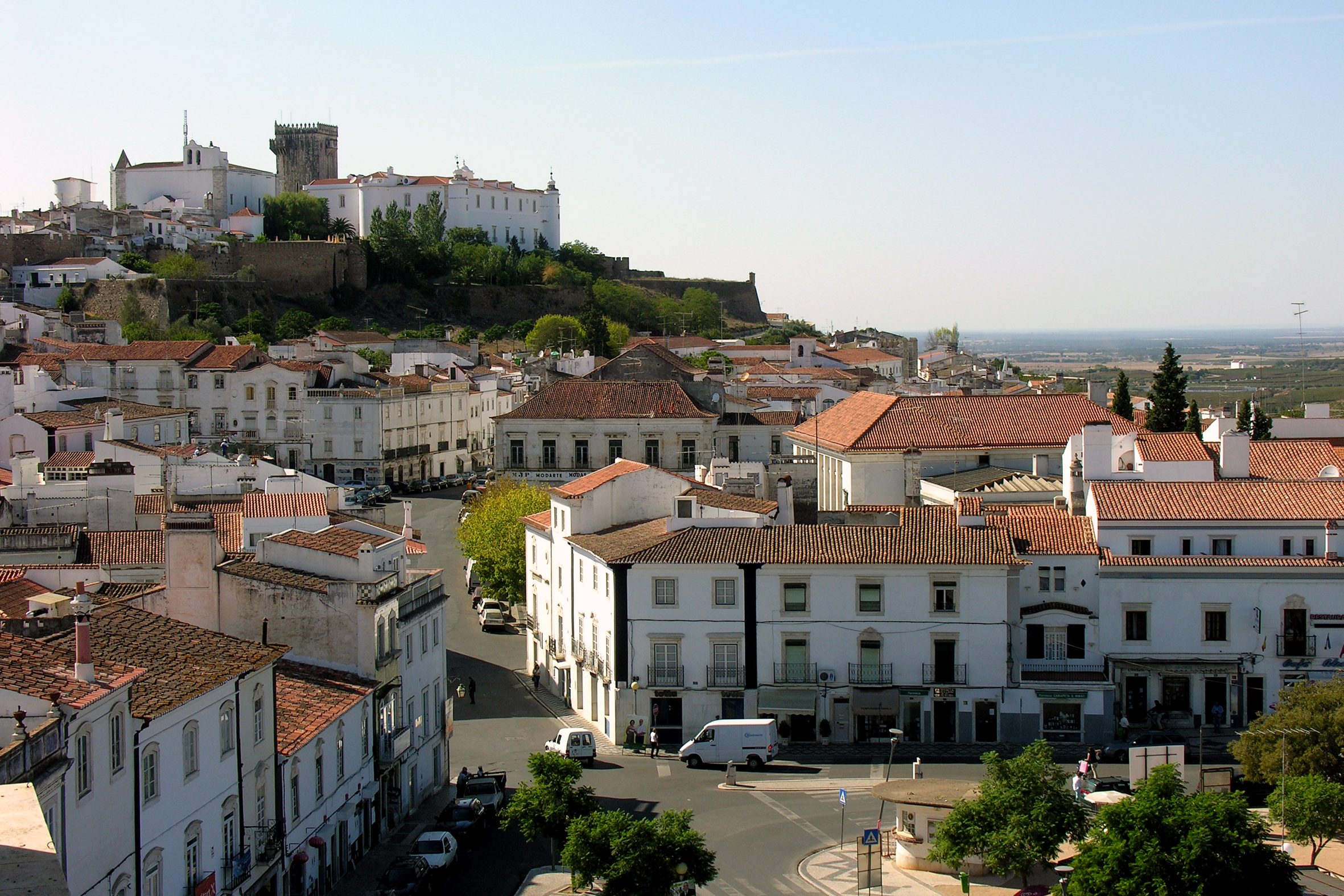
Вид городка Эштремош

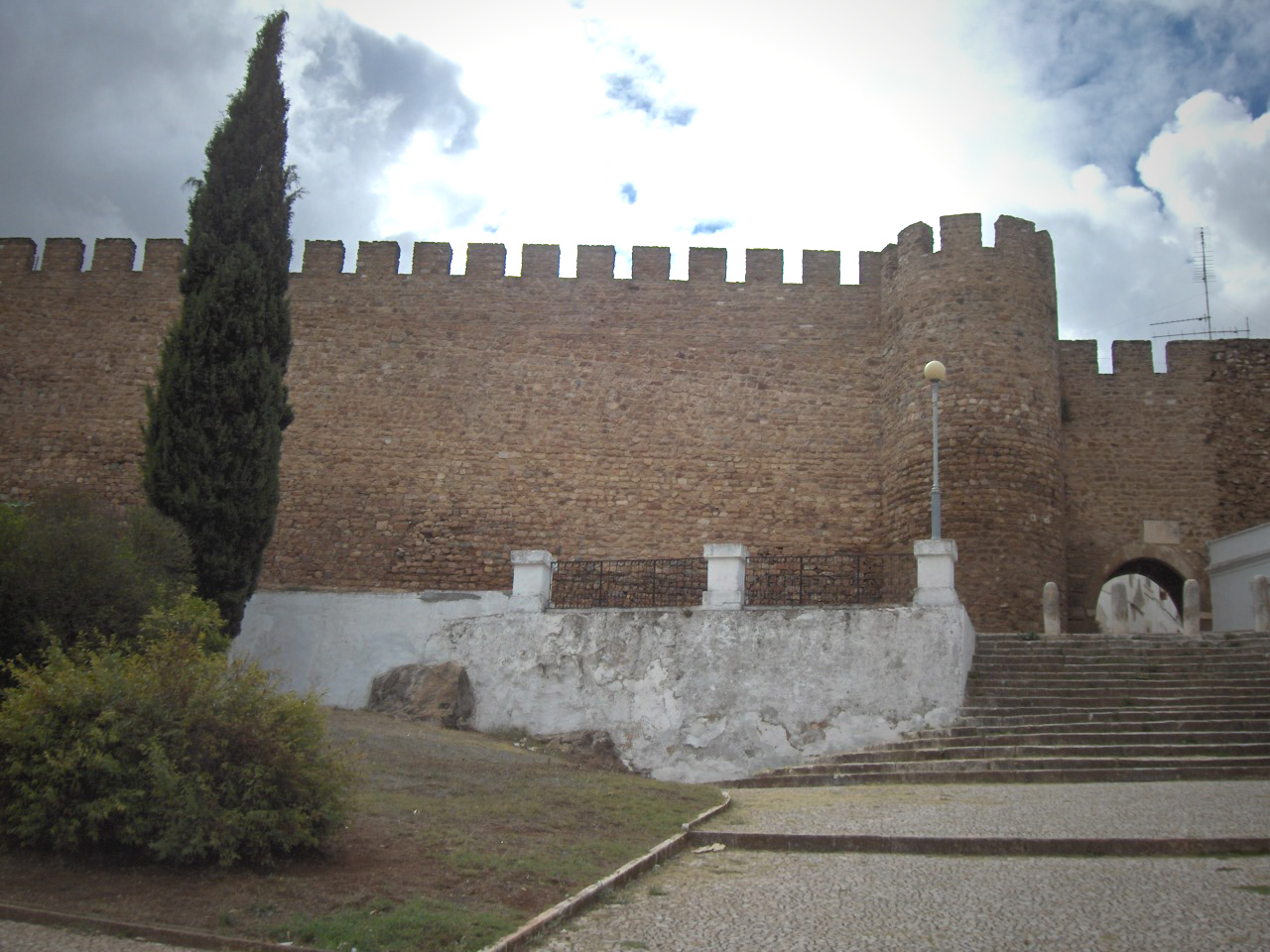
Замок Эштремош

## Расположение
Город расположен в 41 км на северо-восток от Эвора на автотрассе Лиссабон — Бадахос.
Муниципалитет граничит:
- на севере — муниципалитет Созел и Фронтейра
- на северо-востоке — муниципалитет Монфорте
- на юго-востоке — муниципалитет Борба
- на юге — муниципалитет Редонду
- на западе — муниципалитет Эвора и Аррайолуш

## Население
| Население муниципалитета (1801—2004) | Население муниципалитета (1801—2004) | Население муниципалитета (1801—2004) | Население муниципалитета (1801—2004) | Население муниципалитета (1801—2004) | Население муниципалитета (1801—2004) | Население муниципалитета (1801—2004) | Население муниципалитета (1801—2004) | Население муниципалитета (1801—2004) |
| ------------------------------------ | ------------------------------------ | ------------------------------------ | ------------------------------------ | ------------------------------------ | ------------------------------------ | ------------------------------------ | ------------------------------------ | ------------------------------------ |
| 1801                                 | 1849                                 | 1900                                 | 1930                                 | 1960                                 | 1981                                 | 1991                                 | 2001                                 | 2004                                 |
| 10 722                               | 8504                                 | 16 238                               | 20 550                               | 23 201                               | 18 073                               | 15 461                               | 15 672                               | 15 064                               |

## История
Город основан в 1258 году.
Город в разные годы принадлежал римлянам, вестготам, арабам и кастильцам.

## Достопримечательности
С 1997 года в городе проводится Международный конкурс — фестиваль оперных певцов имени Томаша Алкайде, известного португальского оперного тенора, родившегося здесь в начале XX века.

## Экономика
Здесь добывают мрамор.

## Районы
| Фрегезии (районы) муниципалитета Эштремош | Фрегезии (районы) муниципалитета Эштремош | Фрегезии (районы) муниципалитета Эштремош | Фрегезии (районы) муниципалитета Эштремош | Фрегезии (районы) муниципалитета Эштремош | Фрегезии (районы) муниципалитета Эштремош | Фрегезии (районы) муниципалитета Эштремош |
| ----------------------------------------- | ----------------------------------------- | ----------------------------------------- | ----------------------------------------- | ----------------------------------------- | ----------------------------------------- | ----------------------------------------- |
| №                                         | Наименование                              | Оригинальное наименование                 | Кол-во жителей чел.(2001)                 | Территория км²                            | Плотность чел./км²                        | Почтовый индекс                           |
| 1                                         | Аркуш                                     | Arcos                                     | 1339                                      | 23,89                                     | 56,05                                     | 7100-000 ARCOS ETZ                        |
| 2                                         | Вейруш                                    | Veiros                                    | 1233                                      | 39,70                                     | 31,06                                     | 7100-000 VEIROS ETZ                       |
| 3                                         | Глория                                    | Glória                                    | 616                                       | 72,87                                     | 8,45                                      | 7100-000 GLORIA ETZ                       |
| 4                                         | Сан-Бенту-де-Ана-Лора                     | São Bento de Ana Loura                    | 46                                        | 26,53                                     | 1,73                                      | 7100-000 SAO BENTO DE ANA LOURA           |
| 5                                         | Сан-Бенту-ду-Амейшьял                     | São Bento do Ameixial                     | 390                                       | 41,99                                     | 9,29                                      | 7100-000 SAO BENTO DO AMEIXIAL            |
| 6                                         | Сан-Бенту-ду-Кортису                      | São Bento do Cortiço                      | 717                                       | 23,41                                     | 30,63                                     | 7100-000 SAO BENTO DO CORTICO             |
| 7                                         | Сан-Домингуш-де-Ана-Лора                  | São Domingos de Ana Loura                 | 436                                       | 16,33                                     | 26,70                                     | 7100-000 SAO DOMINGOS DE ANA LOURA        |
| 8                                         | Сан-Лоренсу-де-Мампоркан                  | São Lourenço de Mamporcão                 | 558                                       | 16,87                                     | 33,08                                     | 7100-000 SAO LOURENCO DE MAMPORCAO        |
| 9                                         | Санта-Витория-ду-Амейшьял                 | Santa Vitória do Ameixial                 | 491                                       | 55,42                                     | 8,86                                      | 7100-000 SANTA VITORIA DO AMEIXIAL        |
| 10                                        | Санта-Мария                               | Santa Maria                               | 6033                                      | 63,02                                     | 95,73                                     | 7100-000 ESTREMOZ                         |
| 11                                        | Санту-Андре                               | Santo André                               | 2978                                      | 0,77                                      | 3867,53                                   | 7100-000 ESTREMOZ                         |
| 12                                        | Санту-Эштеван                             | Santo Estêvão                             | 112                                       | 33,62                                     | 3,33                                      | 7100-000 SANTO ESTEVAO ETZ                |
| 13                                        | Эвора-Монте                               | Évora Monte                               | 724                                       | 99,42                                     | 7,28                                      | 7100-000 EVORA MONTE                      |